# Dorothea Greenbaum
Dorothea Schwarcz Greenbaum (1893–1986) fue una pintora y escultora estadounidense.
Nacida Dorothea Schwarcz el 17 de junio de 1893, era hija de Emma y Maximilian Schwarcz. Estudió en la New York School of Fine and Applied Art y en la Liga de estudiantes de arte de Nueva York. En 1915, cuándo Dorothea tenía 22, su padre Maximilain murió ahogado durante el Hundimiento del RMS Lusitania.
Fue incluida en la exposición de 1914 de la Academia Nacional de Diseño de los Estados Unidos. Siendo inicialmente pintora, empezó trabajar en la escultura con 34 años. En 1941 recibió la Medalla conmemorativa George D. Widener, otorgada por la Academia de Pensilvania, y en 1953 recibió una medalla de honor de la National Association of Women Artists. Era miembro del Sculptors Guild, el gremio de escultores, y también fue miembro fundador de la New York Artists Equity Association el 1947.
En 1972 se realizó una exposición retrospectiva de su trabajo en el Sculpture Center de Nueva York. Murió en 1986 en Princeton, New Jersey.

## Colecciones
Su trabajo está incluido en las colecciones de:
- El Whitney Museum of American Art,[11]
- El Institute for Advanced Study,[12]
- El Princeton Art Museum,[13]
- La Pennsylvania Academy of Fine Arts[14] y
- El Smithsonian American Art Museum.[15]